# هنریک تالار
هنریک تالار (لهستانی: Henryk Talar؛ زادهٔ ۲۵ ژوئن ۱۹۴۵) بازیگر اهل لهستان است.
از فیلم‌ها یا مجموعه‌های تلویزیونی که وی در آن‌ها نقش داشته‌است، می‌توان به سرنوشت‌های لهستانی، بایگان، تله، ترفند، هتل زرافه و کرگدن، نمک زمین سیاه، اجاره‌نشین‌ها، کشیشان، دهن‌به‌دهن، پدر متیو، کلبه جنگلی، در خوشی و سختی، ع چون عشق و بر گوی نقره‌ای اشاره نمود.